# Botrychium rutifolium
Botrychium rutifolium là một loài dương xỉ trong họ Ophioglossaceae. Loài này được A. Braun mô tả khoa học đầu tiên.
Danh pháp khoa học của loài này chưa được làm sáng tỏ. 